# 高橋定
高橋 定（たかはし さだむ、1912年（大正元年）12月19日 - 2015年（平成27年）12月25日）は、日本の海軍軍人、海上自衛官。航空参謀、艦上爆撃機操縦士。全日空顧問。海兵61期。階級は海将（海上自衛隊）、海軍少佐（大日本帝国海軍）。

## 経歴
1912年（大正元年）12月19日、愛媛県松山市生まれ。6人兄弟の3男。旧制松山中では剣道は初段、サッカーでは主将を務め四国大会で優勝した。医者志望であったが、兄の勧めで1930年（昭和5年）4月、海軍兵学校入学（61期）。同期に野中五郎、板倉光馬、大野博、吉川猛夫など。1933年（昭和8年）11月、卒業。
「磐手」で遠洋航海を行った後、「加古」、「多摩」乗組みを経て、1935年（昭和10年）10月、飛行学生として霞ヶ浦海軍航空隊、1936年（昭和11年）12月には艦爆の延長教育課程を大村海軍航空隊で受け、1937年（昭和12年）4月、佐伯海軍航空隊に配属された。
1937年（昭和12年）7月7日に盧溝橋事件が発生すると、直後に編成された第十二航空隊に配属され、7月12日に隊長江草隆繁大尉のもと九四式艦上爆撃機で大連近郊の周水子基地に進出した。8月には戦火は上海に飛び火し高橋ら12空は9月5日に占領、造成を終えたばかりの上海公大基地に移動した。移動当初は上海付近制圧の陸戦協力、その後南京空襲に当たった。
同年12月、霞ヶ浦空教官、1938年（昭和13年）12月、｢龍驤」分隊長を経て1939年（昭和14年）10月20日、第十四航空隊艦爆隊長となり珠海三灶に転属。南支作戦が始まり11月11日には海口、1940年（昭和15年）初めには南寧に進出し、貴陽攻撃などに従事した。
1940年（昭和15年）11月、筑波海軍航空隊分隊長。太平洋戦争が始まると1942年（昭和17年）2月、第三十一航空隊副長兼飛行長となった。2月、フィリピンニコルスフィールド基地に進出し、バターン半島・コレヒドール島要塞の米軍攻撃に当たり、4月にはセブ島に移り付近海上の哨戒に当たった。6月、「瑞鶴」の飛行隊長となり、8月24日の第二次ソロモン海戦では第2次攻撃隊隊長であったが、敵艦隊を発見できずに引き返した。
その後、第四艦隊司令長官井上成美によって慰労会が行われ、高橋などのパイロットたちも参加した。その際、高橋は井上が戦場には似つかわしくない和服を着てきたことに立腹し、「長官、いただきます」といいながら注がれたビールを井上の袴にかけた。それを見た部下たちも高橋に続いて井上の袴にビールをかけている。
10月26日の南太平洋海戦では第1次攻撃隊として発進したが、敵機動部隊上空で戦闘機の攻撃により被弾。乗機は燃料タンクが破損し、自身も火傷を負ったが、洋上漂流中にタンカー「玄洋丸」に救助された。
1943年（昭和18年）3月、「い号作戦」に伴い高橋は艦爆21機を率いてラバウルに進出した。4月8日、ツラギ沖船団攻撃（フロリダ沖海戦）、4月11日、オロ湾攻撃を行った後、4月18日にはトラック島の瑞鶴に帰還した。
8月1日、横須賀海軍航空隊飛行隊長に転属となり内地に帰還。B29に対する空中爆撃や反跳爆撃の研究を行った。1944年9月には特攻の欠点と反跳爆撃の利点を説いて軍令部の承認を得、フィリピンへ赴いて反跳爆撃の講習を行った。
1945年（昭和20年）7月11日、第五航空艦隊隷下第三十二航空戦隊の航空参謀として、九州・四国の秘密特攻基地の建設に当たっていたが、8月15日終戦。
終戦後、宇和島市にある母の実家に帰郷。11月、郡中港で進駐軍兵への傷害事件を起こし、1953年（昭和28年）5月まで知り合いに匿われながら逃亡生活を送った。
1953年（昭和28年）10月、保安庁警備隊（後の海上自衛隊）に入隊。以後、主に航空畑を歩み1970年（昭和45年）1月1日に退官、最終階級は海将。退官後は全日空顧問を務めた。

## 年譜
- 1930年（昭和05年）4月：海軍兵学校入校（第61期）
- 1933年（昭和08年）11月：海軍兵学校卒業
- 1934年（昭和09年）7月：巡洋艦「加古」乗組
- 1935年（昭和10年）
  - 4月：海軍少尉任官、巡洋艦「多摩」乗組
  - 11月：飛行学生
- 1936年（昭和11年）12月：海軍中尉に進級、大村航空隊
- 1937年（昭和12年）
  - 4月：佐伯航空隊
  - 7月12日：第十二航空隊[6]
  - 11月15日：霞ヶ浦海軍航空隊附兼教官[7]
- 1938年（昭和13年）
  - 11月15日：海軍大尉に進級[8]
  - 12月15日：航空母艦「龍驤」分隊長[9]
- 1939年（昭和14年）10月20日：第十四航空隊分隊長[10]
- 1940年（昭和15年）11月15日：筑波海軍航空隊分隊長兼教官[11]
- 1941年（昭和16年）4月1日：矢田部海軍航空隊分隊長兼教官[12]
- 1942年（昭和17年）
  - 2月1日：第三十一航空隊分隊長[13]
  - 6月20日：航空母艦「瑞鶴」飛行隊長兼分隊長[14]
- 1943年（昭和18年）
  - 7月15日：鹿屋海軍航空隊飛行隊長兼分隊長[15]
  - 8月15日：横須賀海軍航空隊飛行隊長兼教官[16]
  - 11月1日：海軍少佐に進級[17]
- 1944年（昭和19年）
  - 7月17日：兼補航空母艦「雲鷹」飛行長[18]
  - 8月5日：免兼「雲鷹」飛行長[19]
- 1945年（昭和20年）
  - 8月3日：第三十二航空戦隊航空参謀[20]
  - 10月10日：予備役に編入[21]
- 1947年（昭和22年）11月28日：公職追放仮指定[22]
- 1953年（昭和28年）10月2日：保安庁警備隊入隊（2等警備正）[23]
- 1954年（昭和29年）9月：鹿屋航空隊副長
- 1955年（昭和30年）
  - 5月：防衛研修所入所
  - 8月16日：1等海佐に昇任
- 1959年（昭和34年）1月16日：海上幕僚監部防衛部航空班長
- 1960年（昭和35年）9月1日：海上幕僚監部防衛部教育第2課長
- 1961年（昭和36年）9月1日：航空集団司令部幕僚長
- 1962年（昭和37年）7月16日：海上幕僚監部防衛部副部長
- 1963年（昭和38年）7月1日：海将補に昇任
- 1964年（昭和39年）7月16日：第3航空群司令
- 1965年（昭和40年）12月16日：教育航空集団司令
- 1966年（昭和41年）7月1日：海将に昇任
- 1967年（昭和42年）1月16日：海上自衛隊第1術科学校長
- 1968年（昭和43年）4月1日：海上自衛隊幹部学校長
- 1970年（昭和45年）1月1日：退官
- 1983年（昭和58年）4月29日：勲三等瑞宝章受章[24]
- 2015年（平成27年）12月25日：死去。正六位から正四位に進階[25]

### 著作
- 『飛翔雲』海上自衛隊航空集団、1978年。海上自衛隊の部内誌に連載されたエッセイを、その後1冊に纏めたもの。
- 「飛行隊長の回想　艦爆隊を率いて」『丸エキストラ　戦史と旅6』潮書房、1997年、76-81ページ
- 戸高一成、大木毅『帝国軍人』 KADOKAWA、2020年